# Mark Richardson
Mark Ashton Richardson (Slough, 26 juli 1972) is een voormalige Britse sprinter, die gespecialiseerd was op de 400 m. Hij werd eenmaal wereldkampioen en is mede-Europees recordhouder op de 4 x 400 m estafette. Hij nam tweemaal deel aan de Olympische Spelen.

## Loopbaan
Zijn eerste internationale medaille behaalde Richardson in 1990. Op de Europese jeugdkampioenschappen in het Bulgaarse Plovdiv won hij een bronzen medaille op de 400 m. Met een tijd van 46,33 s finishte hij achter de Amerikaan Chris Nelloms (goud; 45,43) en de Oost-Duitser Rico Lieder (zilver; 46,28).
In 1992 maakte Mark Richardson zijn olympisch debuut op de Olympische Spelen van Barcelona. Als reserveloper hielp hij het Britse estafetteteam door de kwalificatieronde heen. In de finale werd hij niet opgesteld, maar hij kreeg toch een bronzen medaille uitgereikt wegens zijn bijdrage in de kwalificatieronde. Vier jaar later vertegenwoordigde Richardson Groot-Brittannië bij de Olympische Spelen van 1996 in Atlanta. Met zijn teamgenoten Iwan Thomas, Jamie Baulch en Roger Black won hij een zilveren medaille op de 4 x 400 m estafette. Met een verbetering van het Europees record tot 2.56,60 eindigden ze achter de Amerikaanse estafetteploeg (goud; 2.55,99) en voor de Jamaicaanse estafetteploeg (brons; 2.59,42).
Op de wereldkampioenschappen in 1997 won Richardson als slotloper van de Britse estafetteploeg een zilveren medaille op de 4 x 400 m estafette. Zijn officieuze tussentijd was 43,5. Twee jaar later werd het winnende Amerikaanse team echter gediskwalificeerd, nadat een van de teamleden had toegegeven tussen 1997 en 2003 HGH en EPO te hebben gebruikt. Het Britse viertal kreeg hierdoor alsnog de overwinning in de schoot geworpen. Op de individuele 400 m miste hij met een vierde plek op een haar na het podium. Een jaar later won hij bij de Europese kampioenschappen in Boedapest een bronzen medaille op de 400 m en een gouden medaille op de 4 x 400 m estafette.
In februari 2000 testte hij positief op het gebruik van nandrolon. Hij bestreed het gebruik ervan en werd ten slotte niet officieel gestraft. Nadien bereikte hij nog eenmaal de finale op een groot toernooi: bij de WK in 2001 in Edmonton werd hij als lid van de Britse 4 x 400 m estafetteploeg, die verder bestond uit Iwan Thomas, Jamie Baulch en Timothy Benjamin, vijfde.
In 2003 beëindigde Richardson zijn atletiekcarrière.

## Titels
- Wereldkampioen 4 x 400 m - 1997
- Europees kampioen 4 x 400 m - 1998
- Brits kampioen 400 m - 1995, 2000, 2001

## Persoonlijke records
| Onderdeel | Prestatie | Datum            | Plaats            |
| --------- | --------- | ---------------- | ----------------- |
| 100 m     | 10,35 s   | 2 mei 1998       | Irvine            |
| 200 m     | 20,62 s   | 24 augustus 1997 | La Chaux-de-Fonds |
| 300 m     | 31,87 s   | 19 juli 1998     | Gateshead         |
| 400 m     | 44,37 s   | 9 juli 1998      | Oslo              |
| 800 m     | 1.55,9    | 1997             |                   |

## Palmares

### 400 m
Kampioenschappen
- 1990:  WK U20 - 46,33 s
- 1991:  EK U20 - 45,53 s
- 1992:  Wereldbeker - 45,86 s
- 1995: 5e WK - 44,81 s
- 1995:  Europacup - 45,43 s
- 1997: 4e WK - 44,47 s
- 1998:  EK - 45,14 s
- 1998:  Gemenebestspelen - 44,60 s
- 1998:  Grand Prix Finale - 44,88 s
- 1998:  Europacup - 45,81 s
- 1999: 5e WK - 44,65 s
- 1999:  Europacup - 44,96 s
- 2000:  Grand Prix Finale - 45,20 s

Golden League-podiumplekken
- 1998:  Bislett Games – 44,37 s
- 1998:  Golden Gala – 44,62 s
- 1998:  Herculis – 44,37 s

### 4 x 400 m
- 1992:  OS - 3.01,20 (niet opgesteld)
- 1996:  OS - 2.56,65
- 1997:  WK - 2.56,65[2]
- 1998:  EK - 2.58,68
- 2001: 5e WK - 3.01,26

1983: Lovasjov, Troshchilo, Tsjernetski, Markin ·
1987: Everett, Haley, McKay, Reynolds ·
1991: Black, Redmond, Regis, Akabusi ·
1993: Valmon, Watts, Reynolds, Johnson ·
1995: Ramsey, Mills, Reynolds, Johnson ·
1997: Thomas, Black, Baulch, Richardson, Hylton ·
1999: Czubak, Maćkowiak, Bocian, Haczek ·
2001: Moncur, Brown, McIntosh, Munnings ·
2003: Djhone, Keïta, Diagana, Raquil ·
2005: Rock, Brew, Williamson, Wariner ·
2007: Merritt, Taylor, Williamson, Wariner ·
2009: Taylor, Wariner, Clement, Merritt ·
2011: Nixon, Jackson, Taylor, Merritt ·
2013: Verburg, McQuay, Hall, Merritt ·
2015: Verburg, McQuay, Nellum, Merritt ·
2017: Solomon, Richards, Cedenio, Gordon ·
2019: Kerley, Cherry, London, Benjamin ·
2022: Godwin, Norman, Deadmon, Allison ·
2023: Hall, Norwood, Robinson, Benjamin